# W pustyniach Australii
W pustyniach Australii. Opisy i przygody  w podróży, dla młodzieży – przygodowa powieść podróżnicza  dla młodzieży Władysława Umińskiego z 1895 roku  (w odcinkach; wydanie książkowe z 1896 roku). Osią fabuły jest wyprawa do rozległego, podziemnego kompleksu jaskiń w Australii.

## Historia wydań
Powieść była opublikowana w odcinkach w ilustrowanym magazynie Wieczory Rodzinne (nr 1–46) w 1895 roku. Doczekała się wydań książkowych w latach 1896 (w wydawnictwie Michała Arcta) i 1930, a także tłumaczenia na hebrajski (Bi-midbarijot Ojstraljah, dwa wydania w latach 1953 i 1962).

## Fabuła
Osią fabuły jest wyprawa do fikcyjnego, rozległego, podziemnego kompleksu jaskiń w Australii, gdzie znajduje się jakoby zlewisko wód z centrum tego kontynentu, i periodycznie wysychające jezioro. Bohaterowie – międzynarodowa grupa należąca do angielskiego towarzystwa geograficznego – wyrusza śladem wcześniejszej ekspedycji szóstki członków polskiego towarzystwa geograficznego z Chicago. Polska ekspedycja zginęła, znalazłszy złoto i szlachetne kamienie, których jej członkowie nie byli w stanie wydostać z jaskiń, a których do końca nie chcieli pozostawić. Angielska ekspedycja w większości pogardza skarbami, dzięki czemu są w stanie w większości przetrwać ekspedycję. W trakcie powrotu kończą im się zapasy, w tym zaczyna brakować im wody; ratuje ich jednak karawana.

## Analiza
Morałem powieści jest pochwała nauki, a krytyka chciwości. Bohaterowie, którzy ulegają pokusie bogactwa, są przedstawieni negatywnie, a także zwykle giną; przetrwają tylko ci, którzy koncentrują się na poszukiwaniu wiedzy, a nie bogactwa.
Jak wiele utworów Umińskiego, powieść jest inspirowana twórczością Verne'a (tu, Podróżą do wnętrza Ziemi).

## Odbiór
W 1895 powieść pozytywnie zrecenzował Waldemar Osterloff w Przeglądzie Pedagogicznym. Recenzent pisał, że „zalety ostatniej książki p. Umińskiego wspólne wszystkim jego pracom: treść wysoce zajmująca i tekst pedagogiczny, którego brak często zagranicznym producentom tego rodzaju. [...] Książka czyta się jednym tchem od pierwszej do ostatniej kartki, przyczem nietylko fabuła jest zajmująca, autor podaje mnóstwo szczegółów naukowych z flory, fauny, etnografii i geografii, tego mało znanego zakątka ziemi, a i myśl utworu poczciwa. Polecamy bardzo W Pustyniach Australii. Odpowiednia dla dzieci od lat 12 przeczytają ją jednak z zajęciem i starsi”.
W okresie międzywojennym książkę bardziej negatywnie zrecenzowała Komisja Oceny Książek do Czytania dla Młodzieży Szkolnej. Recenzent pisał, że „jest to zwykła książka fantastycznych przygód. Zainteresuje młodzież, choć jej wartość literacka jest niewielka. Zarówno postacie, jak zdarzenia, zarysowane blado. Bohaterowie książki są ludźmi dzielnymi i szlachetnymi; czynią wysiłki nie dla zdobycia złota lecz dla nauki. Książka przynosi trochę wiadomości geograficznych. Zawiera trochę błędów i sporo naiwności.”. Książkę określono jako „dozwoloną” w roku 1929 dla dzieci w wieku 11–14.